# The New Adventures of Pinocchio
The New Adventures of Pinocchio (bra: As Aventuras de Pinocchio 2) é um filme teuto-britano-estadunidense de 1999, do gênero fantasia, dirigido por Michael Anderson, com roteiro de Tom Sheppard e Sherry Mills baseado no clássico romance infantil Pinocchio, de Carlo Collodi.
É a continuação de The Adventures of Pinocchio, lançado em 1996.

## Elenco
- Martin Landau - Geppetto
- Udo Kier - Madame Flambeau / Lorenzini
- Gabriel Thomson - Pinocchio
- Gemma Gregory - Fada Azul
- Warwick Davis - Anão
- Sarah Alexander - Felinet
- Simon Schatzberger - Volpe
- Ben Ridgeway - Lampwick